# Наседка, Иван Васильевич
Иеромонах Иосиф (в миру Иван Васильевич Шевелев-Наседка) — русский книжник, начётчик, богослов XVII века. Один из главных справщиков Московского Печатного двора. Ключарь кремлёвского Успенского собора.

## Биография

### Начальная деятельность
Родился около 1570-х годов в селе Клементьево, недалеко от Троице-Сергиевой лавры. С 1608 по 1619 годы служил там священником. Был свидетелем и участником событий Смутного времени, к которому относится и первое его литературное произведение. Плодом размышлений священника о Смуте, в которой он, подобно многим другим русским людям, видел борьбу православия с «латинством», явилось небольшое полемическое произведение: «О российстей святей велицей церкви, юже Иван Богослов виде». Оно истолковывало известное апокалипсическое видение жены, гонимой змием в пустыню (Апокалипсис, глава XII), в смысле преследования русской православной церкви католиками. Мистико-апокалипсический взгляд на Папу Римского, как на антихриста, заимствован Наседкой, по-видимому, из южнорусской полемической литературы, с которой он был хорошо знаком.
В 1615 году Наседка вместе с архимандритом Дионисием Троицким и Арсением Глухим, был приставлен к исправлению богослужебных книг, закончившемуся осуждением на церковном соборе 1618 года всех справщиков (см. Арсений Глухой), но при этом Наседка — «лукавая лисица», по отзыву Арсения — избежал заточения. При патриархе Филарете был оправдан на соборе 1619 года, Во время этого Собора он составил сразу 2 сочинения против главного критика справы — Антония Подольского. А после — ещё одно: «Изысканное от многих божественных книг свидетельство о прикладе огня», подводящее итог всей полемике. Когда справщики были оправданы, Наседка написал письмо к вновь поставленному патриарху Филарету (отрывки в «Описании синодальных рукописей», № 273), в котором защищал поправки, сделанные при его участии, и обличал невежество московского духовенства, тонко выставляя на вид своё образование и заслуги.

### Карьера в Москве
Патриарх Филарет перевёл грамотного священника Москву, поставив служить в Благовещенский собор, оценив его обширные познания и умение вести устную и письменную борьбу со внутренними и внешними врагами церкви. В 1621—1622 годы участвовал в посольстве в Данию, целью которого было сватовство царя Михаила Феодоровича на племяннице датского короля Кристиана IV Доротее-Августе. Как доверенному лицу патриарха, ему было поручено представить по возвращении в Москву описание своей поездки, с обличением ересей латинян. После поездки он составил «Изложение на лютеры» — обширный компилятивный сборник, частью заимствованный из сочинений Захария Копыстенского; есть основание полагать, что его готовили к печати. В этом полемически-сатирическом произведении против лютеранства есть обширные вставки рифмованного говорного стиха — несиллабических виршей. Позднее богослов написал два поэтических комментария к «Изложению»: «Написание о лютом враге Мартине, в лепоту рещи — о блядивом сыне, иже вся ереси в все концы ввел и всех их во дно адово свел» и «О римских и латынских папежах, аки о бесовских мрежах: ими же человеческия души уловляются и во адово дно низпосылаются». Назначенный ключарём Успенского собора в 1626 году, Наседка стал лицом, близким к правительству. Вместе с игуменом Богоявленского монастыря Илиёй он составил «Свиток укоризны Кириллу Транквиллину погрешительным его словесем, блужения его ересем…», состоящий из 49 глав, в результате чего книгу киевского проповедника «Евангелие Учительное» сожгли.
Будучи священником, Наседка перед венчанием вторым браком царя Михаила Фёдоровича, когда его невеста Евдокия Лукьяновна Стрешнева шла из своих покоев в Грановитую палату, окроплял перед ней путь Святой водой.
Переведённый в 1626 году в ключари Успенского собора, Наседка принимал участие в прениях по делу о принятии православия королевичем Вальдемаром. К этому времени относится его речь к немчину Матвею о крещении христианской веры, представляющая собой частную и позднейшую запись спора, бывшего между названными лицами и их товарищей. В 1644 году упомянут ключарем Успенского собора.

### При патриархах Иосифе и Никоне
При патриархе Иосифе Наседка стал важным деятелем книгопечатания. В годы его работы на Печатном дворе (с 1645 по 1652) было выпущено 85 изданий. В частности, он являлся одним из составителей Кирилловой книги, вышедшей в 1644 году. Наседка выступил активным участником богословских прений, вызванных обручением датского принца Вальдемара с царевной Ириной Михайловной. Его перу принадлежат их акты, изданные А. П. Голубцовым. Неоконченным осталось написанное в 1644—1645 годах «Списание богородичного ключаря Ивана на королевичева немчина Матвея». В 1649 году священник овдовел, приняв монашество с именем Иосиф. Тогда же он стал главным справщиком после Михаила Рогова. Последней литературной работой Наседки является записка о жизни преподобного Дионисия (входит в состав «Жития Дионисия», М., 1824, стр.43-54, 56-83), которая особенно интересна ярким описанием ужасов московского разорения.
В конце 1651 года между Наседкой и митрополитом Новгородским Никоном возник конфликт по поводу характера книжной справы. Никон требовал править книги по современным греческим образцам, тогда как Иосиф в ответ заявил, что греки «во греху позакоснели» и «в неволи пребывают». Никон не простил строптивому книжнику, что тот дерзнул возражать государеву любимцу: в 1652 году Иосиф был отправлен в ссылку в Кожеезерский монастырь.
Последним упоминанием о его жизни является привлечение к делу Иоанна Неронова для дачи показаний в 1654 году.
Умер Наседка, предположительно, около 1660 года. Обстоятельства и место его смерти неизвестны.

## Критика
Иван Васильевич был человеком многосведующим, или, как он сам давал понять о себе: «довольно потрудившийся в ширине божественного писания, много читавший божественных книг и крепко выразумивших их смысл». Это был талантливый самоучка, хороший начётчик, самому себе больше всего обязанный своими знаниями. Но как человек, не прошедший обучение в средней и высшей школах, он не обладал достаточно правильным умственным развитием, не выработал в себе привычки проверять и систематизировать знания, приобретавшиеся им знания не всегда были из достоверных источников. Эти недостатки образования, заметно отразились во всех его литературных работах.
Все учёные труды, относящиеся ко времени споров по делу королевича Вальдемара, помимо обще-исторического своего значения, имеют ещё то особое значение, что служат доказательством разделения отличительных свойств русского раскола старообрядчества лучшими образованнейшими людьми сороковых годов XVII столетия. Кроме того, по его трудам, можно довольно полно познакомиться с характером образованности великорусских книжников первой половины XVII столетия, с уровнем их познаний «в божественных писаниях», языке и светских науках.

## Сочинения
- Иван Шевелев-Наседка.// Виршевая поэзия. — М., 1989. — С. 60—80.